# Joel Sturm

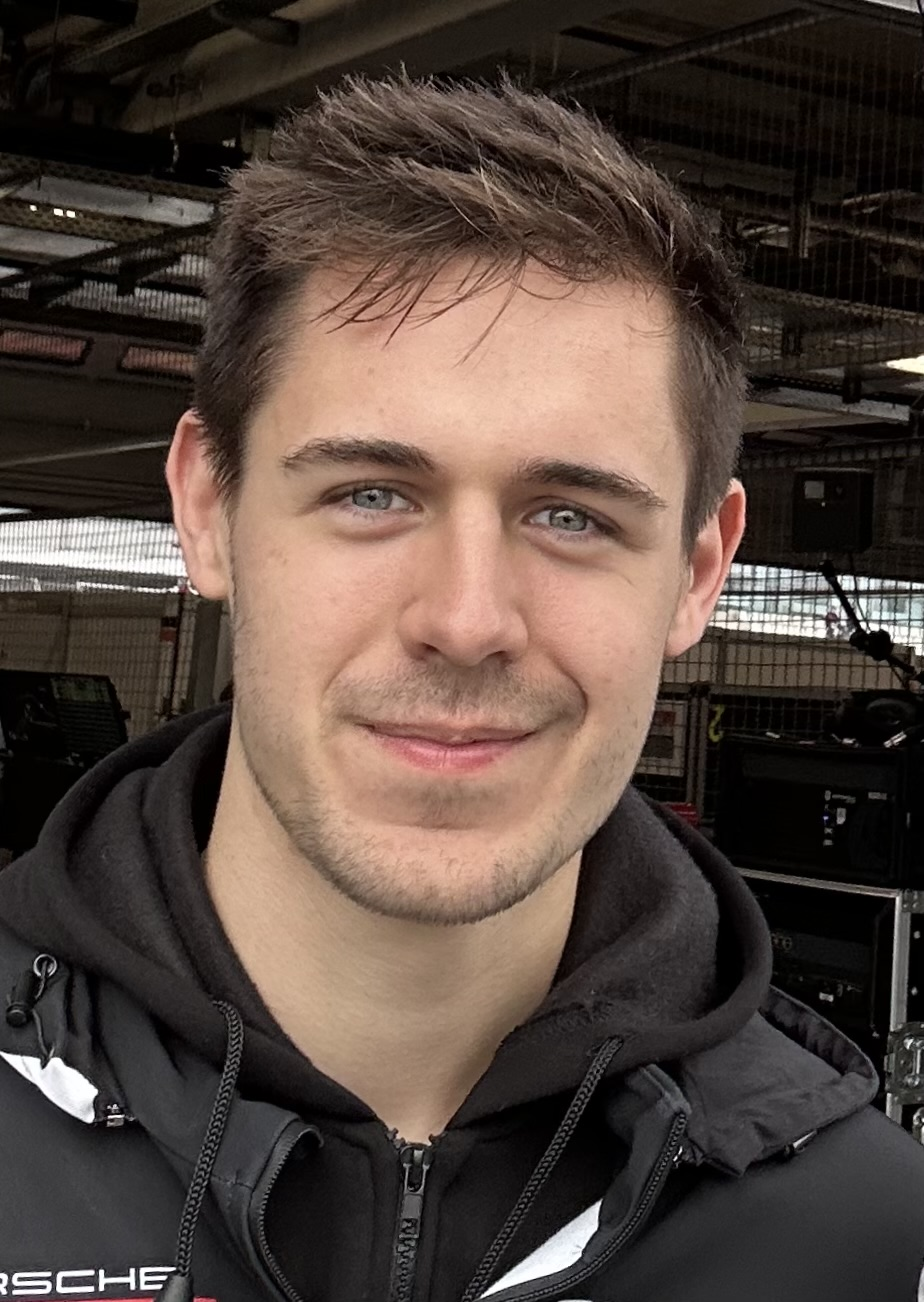
Joel Sturm 2024

Joel Sturm (* 29. November 2001 in Brühl) ist ein deutscher Autorennfahrer.

## Karriere
Joel Sturm begann im Alter von acht Jahren mit dem Kartsport. Erst mit einem Leihkart und später mit eigenen Rennkarts ging er bei nationalen Meisterschaften an den Start. Neben Karts mit Verbrennungsmotoren fuhr er auch Elektrokarts in der deutschen Elektro-Kart-Meisterschaft.
Im Unterschied zu den vielen seiner Altersgenossen verzichtete Sturm auf Monopostorennen und begann 2019 mit dem GT-Sport. Über die ADAC GT4 Germany 2020 und 2021 kam er 2022 in die GT World Challenge Europe und das ADAC GT Masters. Einsatzfahrzeuge waren jeweils GT-Rennwagen von Porsche. Als Fahrer von Manthey-Racing gewann er die GT3-Klasse der Asian Le Mans Series 2024 und gemeinsam mit Alex Malykhin und Klaus Bachler diese Klasse auch bei der FIA-Langstrecken-Weltmeisterschaft dieses Jahres. Sein Debüt beim 24-Stunden-Rennen von Le Mans endete 2024 mit dem 41. Gesamtrang.

## Statistik

### Le-Mans-Ergebnisse
| Jahr | Team               | Fahrzeug                | Teamkollege   | Teamkollege   | Platzierung | Ausfallgrund |
| ---- | ------------------ | ----------------------- | ------------- | ------------- | ----------- | ------------ |
| 2024 | Manthey PureRxcing | Porsche 911 GT3 R LMGT3 | Alex Malykhin | Klaus Bachler | Rang 41     |              |

### Einzelergebnisse in der FIA-Langstrecken-Weltmeisterschaft
| Saison | Team           | Rennwagen       | 1   | 2   | 3   | 4   | 5   | 6   | 7   | 8   |
| ------ | -------------- | --------------- | --- | --- | --- | --- | --- | --- | --- | --- |
| 2024   | Manthey-Racing | Porsche 911 GT3 | KAT | IMO | SPA | LEM | SAO | AUS | FUJ | BAH |
| 2024   | Manthey-Racing | Porsche 911 GT3 | 16  | 20  | 17  | 41  | 19  | 17  | 14  | 23  |